# Tebes (Egipte)
|  | Per a la ciutat cadmea de Beòcia, vegeu Tebes (Grècia) |

Tebes és el nom grec (Θήβαι, Thébai) d'una ciutat de l'antic Egipte, pertanyent al quart nomós de l'Alt Egipte (Wast). Correspon a l'antiga Waset, descrita per Homer com «la ciutat de les cent portes», pel gran nombre d'obertures de les seves muralles; més endavant, fou anomenada pels àrabs Al-Uqsur, la ciutat dels palaus, pels seus edificis monumentals, que van prendre per palaus; va ser fundada cap entre el 3200 i el 3000 aC. Va ser durant diverses èpoques una de les principals capitals dels faraons egipcis junt amb Memfis i la principal capital religiosa de l'Imperi nou. La zona fou habitada com a mínim des del Paleolític mitjà (entre el 40000 i el 33000 aC, aproximadament).

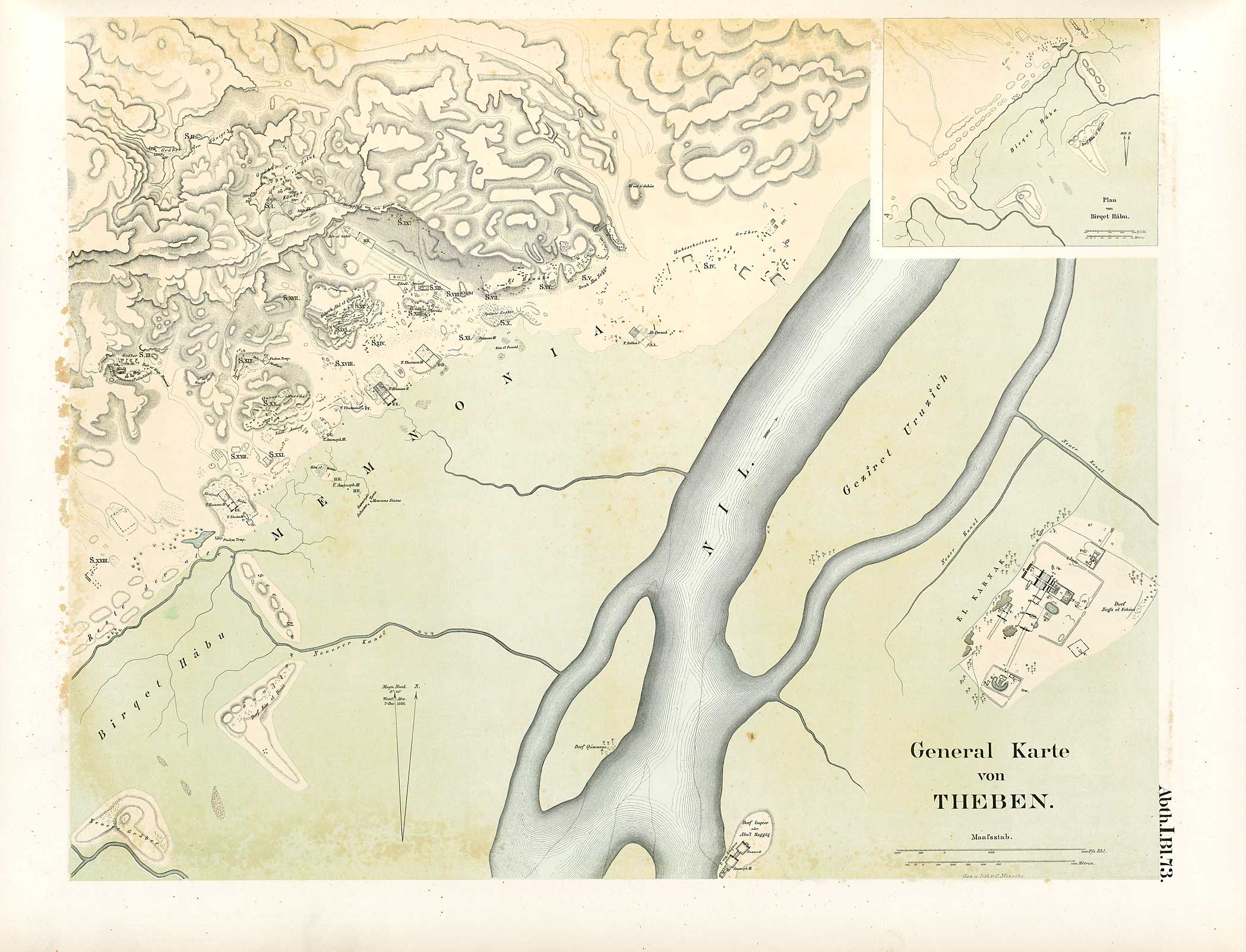
Plànol de Tebes segons l'equip de Lepsius

L'antiga Tebes, que s'estén sota la moderna ciutat egípcia de Luxor i que també inclou el complex de temples de Karnak i el temple de Luxor, a la riba oriental del Nil, fou declarada Patrimoni de la Humanitat per la UNESCO el 1979. Aquest bé cultural inclou també les necròpolis de la riba occidental, una zona anomenada també Tebes Oest: la vall dels Reis, la vall de les Reines, el temple de Ramsès III a Madinet Habu, el Ramesseum (temple mortuori de Ramsès II), els temples de Deir el-Bahari, Deir al-Madinah (poble i necròpolis d'artesans i constructors), les tombes dels Nobles, el Malkatta (palau d'Amenhotep III) i els colossos de Memnon, part del temple mortuori d'Amenhotep III, entre d'altres.
Està inscrita a la llista del Patrimoni de la Humanitat de la UNESCO des del 1979.

## Toponímia
La ciutat va tenir diversos noms durant l'antiguitat egípcia, incloent Ouaset (Wȝst), que significa ‘Ciutat del Ceptre', Niout-Amon (Niw.t-Jmn), que significa el ‘Ciutat d'Amon', Niout-Reset (Niw.t-rs.t) i Iounou-Shemâ (Iwnw-šmꜥ).
| R19 |

| R19 |

| R19 |

| R19 |

| R19 | X1 · O49 |

| R19 | X1 · O49 |

| R19 | X1 · O49 |

| R19 | X1 · O49 |

| O49 · X1 · Z1 | M24 | X1 |

| O49 · X1 · Z1 | M24 | X1 |

| O49 · X1 · Z1 | M24 | X1 |

| O49 · X1 · Z1 | M24 | X1 |

| O28 | W24 · O49 | M26 |

| O28 | W24 · O49 | M26 |

| O28 | W24 · O49 | M26 |

| O28 | W24 · O49 | M26 |

Es coneixen dos noms per a l'època ptolemaica: Thēbai (grec antic: Θῆβαι), Tebes, i Dios pólis megálê (grec antic: Διόσ πόλις μεγάλη), que els romans van anomenar Diospolis Magna. L'origen de la paraula Thēbai és incert: segons Martin Bernal, procediria directament o indirectament d'una arrel egípcia: Ḏbȝt o DBT, que significa ‘caixa', ‘tronc'; ‘taüt'; ‘palau'; ‘temple'. Per distingir la Tebes egípcia de la Tebes grega, van sobrenomenar la ciutat «Tebes amb cent portes» (Θῆβαι ἑκατόμπυλοι, Thēbai hekatómpyloi), mentre la ciutat grega va ser nomenada «Tebes amb set portes» (Θῆβαι ἑπτάπυλοι, Thēbai heptápyloi). Després de la conquesta macedònia d'Egipte, Amon ha estat associat amb Zeus, la ciutat va passar a anomenar-se Dios pólis megálê (grec antic: Διόσ πόλις μεγάλη), que significa Diospolis el Gran, que els romans van canviar posteriorment a Diospolis Magna. El nom actual és Luxor (àrab: الأقصر, al-Uqṣur).

## Història

### Prehistòria
El lloc de Tebes ha estat poblat, almenys, des del Paleolític mitjà. Les excavacions dels dipòsits resultants de l'escorrentia de la muntanya tebana, a la riba oest del Nil, enfrontada a Luxor, han proporcionat còdols tallats datats entre fa dos milions i 500 000 anys.
Bifaces del Paleolític inferior i nuclis del Paleolític mitjà testimonien una ocupació humana regular de la regió de la Vall dels Reis.

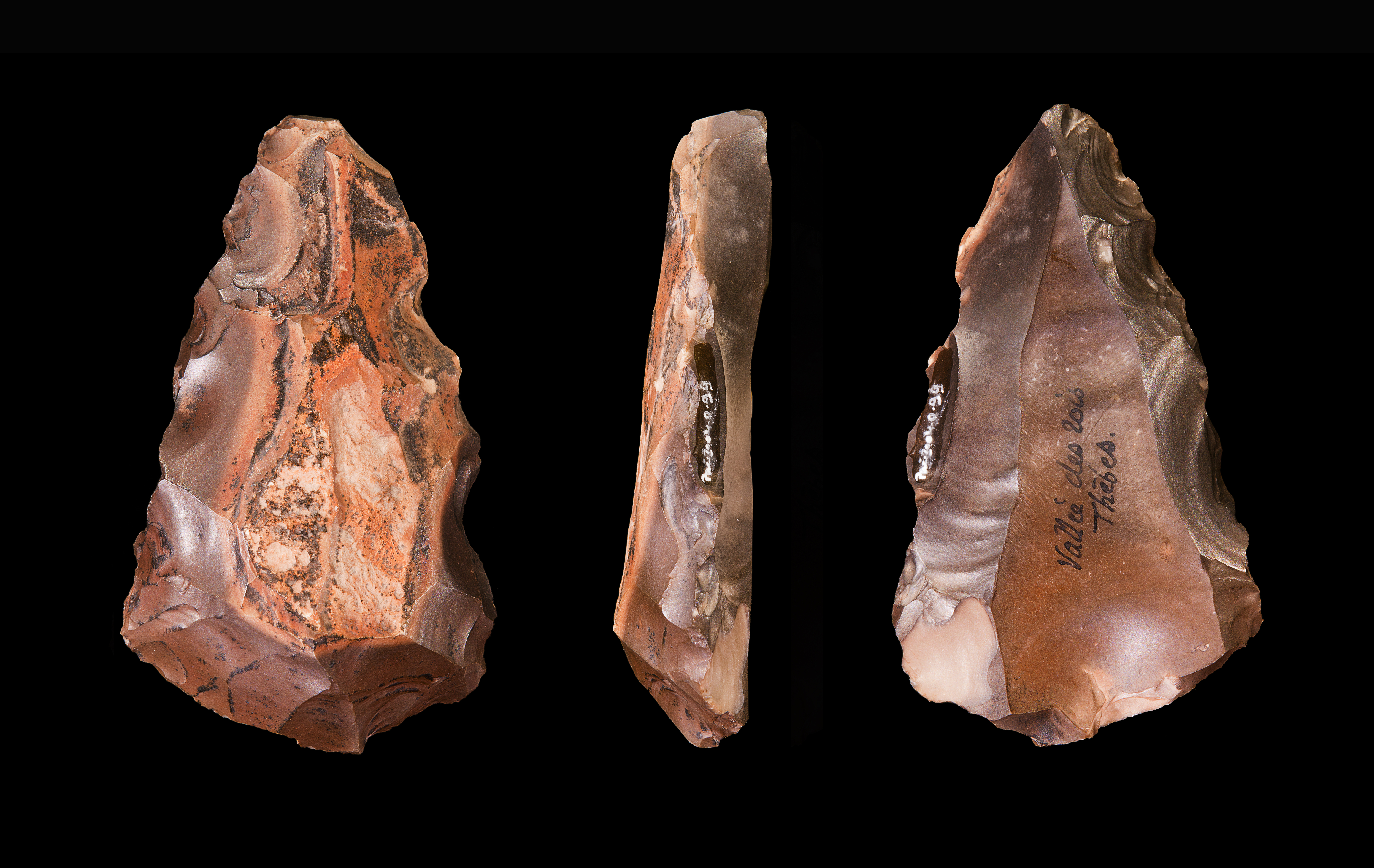
Nucli a la punta de la vall de Tebes (Museu de Tolosa).

### Imperi Antic
Tebes va ser habitada des de l'any 3200 aC. En aquella època, encara era un petit lloc comercial, mentre que Memfis servia de residència reial per als reis de l'Antic Regne. Tot i que a Tebes no queda cap edifici més antic que les parts del complex del temple de Karnak que poguessin datar del Regne Mitjà, la part inferior d'una estàtua de Niuserre de la Dinastia Ves va trobar a Karnak. Una altra estàtua, dedicada per Sesostris rei de la Dinastia XII, pot haver estat robada i reutilitzada, ja que l'estàtua porta un cartutx Niuserre al cinturó. Com set governants de l'antic Imperi (Snefru, Sahure, Djedkare, Teti II, Pépi I. i Mérenrê I.) a la llista de la Cambra dels avantpassats, potser hi havia almenys un temple a la regió de Teba que data de l'antic Regne.

### Primer període intermedi
Cap al final del 3r mil·lenni aC, una nova línia de reis (les dinasties IX i X) va consolidar el seu control sobre el Baix Egipte i les parts del nord de l'Alt Egipte des de la seva capital, Heracleòpolis Magna. Una línia rival, dinastia V, amb seu a Tebes, governa la resta de l'Alt Egipte. Els governants tebans són aparentment els descendents del príncep de Tebes, Antef. El seu probable net, Antef I, és el primer de la família a reclamar el títol faraònic de tota la vida, però el seu poder s'estén poc més enllà de la regió tebana.

### Imperi Mitjà
Montuhotep II (que significa "Montu està satisfet"), de la dinastia XI, conquereix els heracleopolitans i reunifica Egipte una vegada més sota un únic governant, marcant així l'inici del període conegut com a Regne Mitjà d'Egipte. Després d'aquesta reunificació, Montouhotep II i els seus descendents mantenen Tebes com la capital de l'Egipte unificat. Montuhotep va governar durant 51 anys i va construir el primer temple mortuori a Deir el-Bahari, que probablement va servir d'inspiració per al temple mil·lenari construït al costat pel governant Hatshepsut, de la dinastia XVIII. El seu fill i successor Montuhotep III també va fer construir una tomba inacabada a Deir el-Bahari. Poc després, la desaparició de Montuhotep IV en circumstàncies problemàtiques va posar fi a la dinastia XI.
Durant la dinastia XII, Amenemhat I mou la seu del poder al nord, Lisht. Tebes continua prosperant com a centre religiós, amb el déu local Amon que cada cop és més destacat a tot Egipte. Les restes més antigues d'un temple dedicat a Amon daten del regnat de Sésostris 1er. Aquest temple d'Amon, però també els temples de les ciutats veïnes del nom de Tebes, va ser objecte d'una certa atenció dels reis de les dinasties XII i XIII. Així, molts reis van deixar la seva empremta al temple, sobretot amb l'erecció d'estàtues.
Tebes ja era, al Regne Mitjà, una ciutat de dimensions considerables. Les excavacions al voltant del Temple de Karnak mostren que la ciutat del Regne Mitjà tenia un pla en forma de quadrícula. La ciutat tenia almenys un quilòmetre de llarg i cinquanta hectàrees de superfície. També s'han detectat restes de dos edificis palacials.

### Segon període intermedi
A partir de la darrera part de la dinastia XV, un grup de cananeus comença a establir-se a l'est del delta del Nil. Prenen el poder a l'est del Baix Egipte, Àvaris desfent la dinastia XV anomenada Hyksos (de Heqa-khasout "líders de països estrangers" com els egipcis van anomenar els seus líders), van estendre el seu poder a la resta del Baix Egipte. Quan els Hyksos van prendre Memfis durant o poc després del regnat de Merneferrê Aÿ (vers el 1700 aC.), els governants de la dinastia XIII van fugir al sud cap a Tebes, que es restaura com a capital.
Els prínceps de Tebes (actualment coneguda com la dinastia XVI) mantenen fermament la seva àrea immediata mentre avancen els Hyksos des del Delta fins al Mig Egipte. Posteriorment s'estableix la pau relativa. Els Hyksos van riu amunt més enllà de Tebes per comerciar amb els nubians, i els tebans porten els seus ramats al Delta sense cap adversari. A partir de Tao II, es reprenen les hostilitats i els tebans, sota els regnats de Tao II i els seus successors Kamosis i Ahmôsis I. arriben a conquerir el país i la reunificació, acabant així el Segon Període Intermedi d'Egipte, i el començament de l'Imperi Nou.

### Imperi Nou

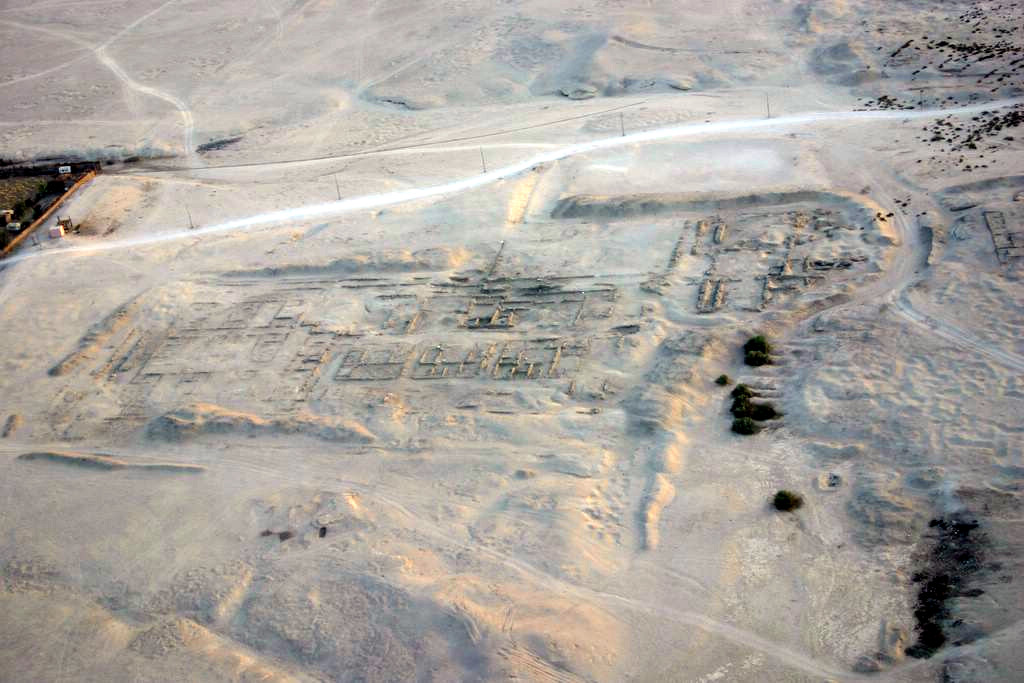
Vista aèria del Palau de Malkatta d'Amenhotep III a la riba oest de Tebes.

Tebes té un desenvolupament extraordinari durant l'Imperi Nou d'Egipte, com a residència del déu Amon-Re. La ciutat es converteix llavors en l'Heliòpolis Sud, Totalment dedicat al culte al déu dinàstic, estretament associat a la ideologia reial. El seu territori també es converteix en la seu de la necròpolis reial, amb l'excavació a la muntanya tebana de desenes d'hipogeus reials.
A la riba est s'alcen les cases dels vius, a banda i banda de les rutes processionals que connecten els recintes de Karnak i el temple de Luxor, rutes que van fer les barques sagrades d'Amon, Mut i Khonsu durant la festa d'Opet. A la riba oest, la riba dels morts, hi ha establertes les tombes reials, "mansions de l'eternitat" dels faraons i dels temples funeraris, els seus "Temples de milions d'anys", que el déu Amon venia a visitar cada any, durant la Bella Festa de la Vall. Si, durant la dinastia XVIII, la ideologia reial i el culte a Amun-Re semblen estar d'acord, alimentant-se l'altre, a partir de la XIX se sent un desequilibri entre el poder reial i les ambicions del clergat d'Amon-Re. Aquest desequilibri s'accentua a la dinastia següent per acabar al final del Nou Regne amb una partició de facto del país entre Ramsès XI, que només va aconseguir mantenir la seva autoritat sobre el nord del país, i el gran sacerdot d'Amon Herihor, que governava el sud des de Tebes.

### Tercer període intermedi
Amb la dinastia XXI i la divisió del país, Tebes va perdre la seva condició de capital en favor de les ciutats del delta del Nil com Tanis, Bubastis o Sais, on els governants locals reclamen el tron i el llegat de Ramsès. La necròpolis tebana va ser abandonada i un faraó mai més va ser enterrat a Tebes. És l'inici del Tercer període intermedi.
A la dinastia XXV (la dels faraons nubis), la ciutat va recuperar importància. El culte a Amon-Re està agermanat amb el d'Amon de Napata, el déu dinàstic de "faraons negres". Taharqa posa en marxa un ambiciós programa arquitectònic, digne d'una capital, desenvolupant l'eix dels santuaris amb quioscos imponents i reforçant el paper de la Divina adoratriu d'Amon en el control de la regió. Però la ciutat va ser saquejada al final d'aquest període pels assiris, que van portar a Nínive els tresors acumulats durant tants segles pels faraons i van despullar els santuaris d'estàtues divines, privant-los així del seu element vital. El 663 aC, el rei d'Assíria Assurbanipal dona el cop final saquejant la ciutat a fons i portant als seus habitants a l'esclavitud.

### Del primer període persa a l'època de la dominació romana
La ciutat mai no es va recuperar, encara que fos restaurada pels faraons de les darreres dinasties. Alexandre el Gran també participa en els treballs de reparació, després a la seva estela els Ptolemeu. Durant els regnats de Ptolemeu IV i Ptolemeu V, Tebes torna a ser el centre de les sedicions que van separar Tebaida de l'Imperi Ptalià.
Finalment, a l'època romana, els temples van ser abandonats gradualment. Es va establir una guarnició a Luxor el temple del qual es va transformar finalment en una fortalesa, durant la Tetrarquia. Diverses esglésies s'hi van establir després de la conversió de l'Imperi Romà al cristianisme i, amb l'arribada dels musulmans, s'hi va construir una mesquita, tant que el temple de Luxor continua sent un dels llocs de culte i de les oracions més antigues del món.

## Llocs destacats

### Tebes oriental
Àrea de l'antiga ciutat, a la riba occidental del Nil, on avui trobem la ciutat de Luxor.
- Complex de Karnak, també conegut com a Temple de Karnak - Un dels complexos religiós més grans del món, amb diversos recintes i temples dedicats, principalment a la tríada tebana, la família de divinitats patrona de la ciutat. Els tres deus són: Amon (l'ocult), Mut (la mare), esposa d'Amon, i llur fill Khonsu (el viatger).[18] Es va començar a construir durant l'Imperi Mitjà, però les grans ampliacions es realitzen principalment durant l'Imperi Nou, és possiblement el temple més important de l'Antic Egipte i la influència dels seus sacerdots va ser enorme en determinats moments de la història de l'Antic Egipte. Actualment forma part de la ciutat de Karnak.
  - Gran Temple d'Amon (antic egipci: Ta-opet). El recinte més gran i més conegut del complex. Les característiques principals d'aquest temple són els seus deu grans pilons, la Gran Sala Hipòstila, nombrosos temples petits i santuaris, i múltiples obeliscs.
  - Temple de Khonsu
  - Temple de Mut
  - Temple de Khonsu
  - El llac sagrat Isheru
  - L'avinguda de les esfinxs

- Temple de Luxor (antic egipci: Ipet resyt). Dedicat també a la tríada tebana, sembla que va ser inaugurat durant la Dinastia XVIII per Amenhotep III, i posteriorment Ramsès II va crear la façana principal que inclou dues estàtues del faraó i un obelisc restant, la parella del qual és el monument central de la plaça de la Concòrdia a París. És una peça central del "Festival d'Opet", on la barca sagrada de la Tríada tebana viatja des de Karnak fins al temple de Luxor destacant la significació divina de la nova coronació del faraó.

### Tebes occidental
També coneguda com a Necròpolis Tebana, està situada a la riba occidental del riu. Dins d'aquesta gran àrea destaquen:
- Poble de Deir el-Medina
- Complex del palau de Malkata
- El-Qurn
- Temple mortuori de Ramsès II, més conegut com a Ramesseum
- Temple mortuori d'Amenhotep III
- Conjunt de temples de Deir el-Bahari
  - Temple mortuori de Hatshepsut
- Temple mortuori de Seti I
- Complex de Medinet Habu
  - Temple mortuori de Ramsès III
- Vall dels Reis
- Vall de les Reines
- Tombes dels Nobles Un conjunt de sis necròpolis amb tombes de personalitats, principalment de l'Imperi Nou, inclou també tombes de faraons d'èpoques anteriors, des de la dinastia XI a la XVII.
- Ciutat d'Aton

## En la cultura popular
Tebes ha aparegut en nombroses obres literàries, videojocs, al cinema i a la televisió, entre d'altres. Entre ells:
Tebes és un dels escenaris a les pel·lícules La mòmia (1999) i El retorn de la mòmia (2001). Es diu que és la "Terra dels Vius". Les pel·lícules presenten escenes que tenen lloc a l'antic Egipte en el seu moment de màxima esplendor, que afecten la història en l'escenari modern uns 3.000 anys més tard.
També és un dels escenari en diversos jocs de la saga Tomb Raider. Dins del videojoc Assassin's Creed Origins de la saga Assassin's Creed apareix alguna localització de la ciutat, com el Temple d'Amon a Karnak, però no es pot visitar. El DLC d'aquest joc, "The Curse of the Pharaohs" (la maledicció dels faraons), es centra en aquesta ciutat i la seva necròpolis.
A "Sinuhé, l'egipci" de l'autor Mika Waltari, hi ha descripcions elaborades sobre com podia haver estat Tebes durant la XVIII dinastia, en un moment en què Tebes va deixar de ser la capital i es va crear la capital monoteista d'Aketaton, més coneguda amb l'actual nom àrab d'Amarna.